# 栗山英樹 Dream Navigation
栗山英樹 Dream Navigation（くりやまひでき ドリーム・ナビゲーション）はFMラジオ局のNACK5で放送されていた主に野球（日本プロ野球、メジャーリーグ、高校野球、大学野球など）をテーマにしたスポーツラジオ番組。

## 番組概要
- 元プロ野球選手で現在、解説者・評論家で活躍する栗山英樹のパーソナリティによるラジオ番組。主にプロ野球をメインに、解説者の目線で栗山がリスナーからの野球に対する質問に答えたり、その他さまざまなコーナーを展開する。
- 2000年4月1日に「EXCITING SATURDAY」内の内包番組として、土曜日の朝9:30 - 10:00の30分番組としてスタート。
- 2004年10月2日、土曜日の朝7:00 - 8:00に移動して1時間（60分）に拡大して単独番組に変わる。
- 2005年10月1日、再び「EXCITING SATURDAY」内の内包番組になり、土曜日の朝7:30 - 8:00に移動して30分番組に戻る。
- 2010年4月4日、日曜日の早朝6:00 - 7:00に移動して1時間（60分）に拡大して単独番組へ戻る。
- 2011年4月3日、「ENJOY! THE SUNDAY」内の内包番組として、日曜日の朝8:35 - 8:55に移動した。
- 2011年12月25日、パーソナリティである栗山の日本ハムファイターズ監督就任・春季キャンプ開始のため、約11年半の放送が終了。

## 過去のコーナー
- 栗山ゼミ（白鷗大学提供）…スポンサーの白鷗大学のCMにはパーソナリティの栗山も出ていた。

ほか